# Balla Fasséké
Balla Fassali Kouyaté
Pour les articles homonymes, voir Kouyaté.
Balla Fasséké ou Balla Fasséké Kouyaté ou encore Balla Fassali Kouyaté est, d'après la tradition orale mandingue, le jeli (griot) personnel de Soundiata Keïta, « offert » par son père Naré Maghann Konaté. Il apparaît dans l'épopée de Soundiata.

## Histoire
Ce personnage est très vite attribué à Soundiata Keïta comme jeli officiel, soit dès la naissance de Soundiata, soit la première fois qu'il parvient à se mettre debout en surmontant sa paralysie des jambes. Par la suite, il l'accompagne partout.
Dans la version de D.T. Niane, Balla Fasséké fut envoyé en ambassade par son diatigi (« maître ») auprès de Soumaoro Kanté afin d'exiger la capitulation de celui-ci. Le souverain de Sosso le prit très mal et séquestra l'envoyé. Cet incident servit de casus belli à Soundiata Keïta pour déclencher la guerre qui allait aboutir à la défaite du Roi de Sosso à la bataille de Kirina.
Soumaoro Kanté possédait le Sosso bala, un balafon réputé magique. Pendant une absence du roi, Balla Fasséke pénétra dans ses appartements privés et, voyant l'instrument, ne put s'empêcher d'en jouer. Soumaoro, entendant le son de son Sosso Bala, rentra en hâte et découvrit l'intrusion. Trouvant néanmoins que personne, pas même lui, n'avait jusqu'à présent su faire « chanter » ce balafon aussi bien que Balla Fasséké, il décida de lui confier la charge d'en jouer et, pour lui interdire la fuite, lui fit sectionner les tendons d'Achille. Le griot resta néanmoins fidèle à Soundiata Keïta et prit part à la victoire de celui-ci en trahissant son nouveau maître.

## Descendance
Balla Fasséké Kouyaté est réputé être l'ancêtre des griots Kouyaté d'Afrique de l'Ouest.

## Sources
- Youssouf Tata Cissé, Wa Kamissoko, La Grande Geste du Mali. Des origines à la fondation de l'Empire, Paris, Karthala, 1988, 2e édition 2007.
- Youssouf Tata Cissé, Wa Kamissoko, Soundjata, la gloire du Mali (La Grande Geste du Mali, tome 2), Paris, Karthala, « Homme et Société : Histoire et géographie », 1991, 2e édition 2009.
- Camara Laye et Babou Condé, Le Maître de la parole, Paris, Plon, 1978 (édition consultée : réédition Presses Pocket, impr. 1992).
- Djibril Tamsir Niane, Soundjata ou l'épopée mandingue, Présence africaine, Paris, 1960.